# Liste antiker Ortsnamen und geographischer Bezeichnungen/Op
| Lateinischer Name | Griechischer Name           | Beschreibung                                                 | Heute                                                                                  | Quellen und Verweise | Lage |
| ----------------- | --------------------------- | ------------------------------------------------------------ | -------------------------------------------------------------------------------------- | -------------------- | ---- |
| Opharus           |                             |                                                              |                                                                                        | Smith;               |      |
| Ophel             |                             | Bereich südlich der Jerusalemer Tempelmauer des Tempelberges |                                                                                        | Smith;               |      |
| Ophiodes          |                             |                                                              |                                                                                        | Smith;               |      |
| Ophionenses       |                             |                                                              |                                                                                        | Smith;               |      |
| Ophir             | Οὐφίρ (Ouphir)              | sagenhaftes Goldland der Bibel                               |                                                                                        | Smith;               |      |
| Ophis             |                             |                                                              |                                                                                        | Smith;               |      |
| Ophis             |                             |                                                              |                                                                                        | Smith;               |      |
| Ophiusa           |                             |                                                              |                                                                                        | Smith;               |      |
| Ophiusa Ins       |                             |                                                              |                                                                                        | Smith;               |      |
| Ophiussa          |                             |                                                              |                                                                                        | Smith;               |      |
| Ophlimus          |                             |                                                              |                                                                                        | Smith;               |      |
| Ophradus          |                             |                                                              |                                                                                        | Smith;               |      |
| Ophrah            |                             |                                                              |                                                                                        | Smith;               |      |
| Ophrynium         |                             |                                                              |                                                                                        | Smith;               |      |
| Opia              |                             | römischer Garnisonsort am obergermanischen Limes             | Fundort im Ortsteil Oberdorf am Ipf, Stadt Bopfingen im Ostalbkreis, Baden-Württemberg |                      |      |
| Opici             |                             |                                                              |                                                                                        | Smith;               |      |
| Opis              | Ὦπις (Ōpis)                 | Stadt im antiken Babylonien am Ufer des Tigris               | bei Bagdad im Irak                                                                     | Smith;               |      |
| Opitergium        | Ὀπιτέργιον (Opitergion)     | Stadt der Veneter                                            | Oderzo in Norditalien                                                                  | Smith;               |      |
| Opius             |                             |                                                              |                                                                                        | Smith;               |      |
| Opone             | Ὀπώνη (Opōnē)               | Hafenstadt in Ostafrika                                      | Hafun in Nordost-Somalia                                                               | Smith;               |      |
| Oppidum Novum     | Ὄππιδον Νέον (Oppidon Neon) | Stadt in Mauretania Caesariensis                             | Aïn Defla in Algerien                                                                  | Smith;               |      |
| Oppidum Novum     | Ὄππιδον Νέον (Oppidon Neon) | Stadt in Mauretania Tingitana                                | Ksar-el-Kebir in Marokko                                                               | Smith;               |      |
| Oppidum Novum     | Ὄππιδον Νέον (Oppidon Neon) | Stadt in Gallia Aquitania                                    |                                                                                        | Smith;               |      |
| Opsicella         |                             |                                                              |                                                                                        | Smith;               |      |
| Optatiana         |                             |                                                              |                                                                                        | Smith;               |      |
| Opuntius Sinus    |                             |                                                              |                                                                                        | Smith;               |      |
| Opus              | Ὀποῦς (Opous)               | Hauptstadt der opuntischen Lokrer                            |                                                                                        | Smith (1);           |      |
| Opus              | Ὀποῦς (Opous)               | Stadt in Elis                                                |                                                                                        | Smith (2);           |      |